# Westin Bonaventure Hotel
Das Westin Bonaventure Hotel ist ein Hotel der Westin Hotels & Resorts-Kette in der Downtown von Los Angeles.
Das Hotel ist der größte Hotelbetrieb der Stadt. Das Gebäude gehört zu den größten Touristenattraktionen der Stadt und diente zahlreichen Spielfilmen als Kulisse. Bekannt sind vor allem die über sechs Etagen reichende Lobby, sowie die verglasten Außenfahrstühle, aus denen man einen weiten Blick auf die Innenstadt von Los Angeles hat. Das Gebäude hat 35 Etagen. In der 35. Etage befindet sich ein Restaurant sowie eine rotierende Aussichtsplattform.
Das Hotel wurde durch die Architekten John Portman & Associates geplant und gebaut. Die Baukosten betrugen 72 Millionen US-Dollar.